# Jakšič
Jakšič je priimek v Sloveniji, ki ga je po podatkih Statističnega urada Republike Slovenije na dan 1. januarja 2010 uporabljalo 172 oseb.  

## Znani nosilci priimka
- Marko Jakšič (*1975), kolesar
- Marko Jakšič, ekonomist, strokovnjak za menedžnemt in organizacijo, prof. EF UL